# 영국의 연합주의
연합주의(unionism)란 영국에서 그레이트브리튼 북아일랜드 연합왕국이라는 "연합왕국" 체제의 유지를 원하는 이념 및 행동이다. 노동조합을 의미하는 타국의 unionism과는 전혀 무관하다.
특히 아일랜드 문제에 있어서 사용되는 용어이기도 한데, 1920년대 아일랜드의 대부분이 독립해나간 뒤 잔존한 북아일랜드에서 영국에서 독립 후 아일랜드 공화국과의 통일을 원하는 목소리와 영국과의 연합왕국 유지를 원하는 목소리가 양분되었다. 전자를 민족주의자/공화주의자라고 하구 후자를 연합주의자/왕당주의자라고 한다. 이로 인해 발생한 유혈 분쟁을 북아일랜드 분쟁이라 한다.
20세기 말부터 스코틀랜드와 웨일스에서 분리독립을 원하는 목소리들이 나오기 시작하자 연합주의는 아일랜드 뿐 아니라 브리튼 섬 안에서도 중요 화두로 떠오르게 되었다.

## 연합주의를 지향하는 단체
전국구 정당
- 보수당 - 공식 명칭 "보수연합당"
  - 스코틀랜드 보수당
  - 웨일스 보수당
  - 북아일랜드 보수당
- 노동당
  - 스코틀랜드 노동당
  - 웨일스 노동당
- 자유민주당
  - 스코틀랜드 자유민주당
  - 웨일스 자유민주당
- 영국 독립당(UKIP)[1]

북아일랜드 정당
- 민주연합당(DUP)
- 진보연합당(PUP)
- 전통연합당(TUV)
- 얼스터 연합주의자당(UUP)
- 북아일랜드 보수당

영국령 해외 영토의 정당
- 지브롤터 사회민주당[2]

군소정당
- 영국우선당[3]
- 영국 자유당 (BFP)
- 영국 국민당 (BNP)[4]
- 영국 인민당 (BPP)[5]
- 국민전선 (NF)[6]
- 존엄당[7]
- 스코틀랜드 연합주의자당 (SUP)

준군사조직
- 얼스터 방위협회 (UDA)
- 얼스터 의용군 (UVF)
- 충의 오렌지단